# Euophrys melanoleuca
Euophrys melanoleuca es una especie de araña saltarina del género Euophrys, familia Salticidae. Fue descrita científicamente por Mello-Leitão en 1944.
Habita en Argentina.